# Вараська міська територіальна громада
Вараська міська громада — територіальна громада в Вараському районі Рівненської області. Адміністративний центр — місто Вараш.
Площа громади — 33,45 км², населення — 43 548 мешканців (2018).
Утворена 26 жовтня 2018 року шляхом приєднання Заболоттівської сільської ради Володимирецького району до Вараської міської ради обласного значення.
У теперішньому виді утворена наново 12 червня 2020 року шляхом об'єднання Вараської міської ради, Більськовільської, Заболоттівської, Мульчицької, Озерецької, Собіщицької, Сопачівської та Старорафалівської сільських рад Володимирецького району.

## Населені пункти
До складу громади входять 1 місто (Вараш) і 17 сіл: Більська Воля, Березина, Кругле, Рудка, Заболоття, Мульчиці, Журавлине, Кримне, Уріччя, Озерці, Городок, Собіщиці, Сопачів, Діброва, Щоків, Стара Рафалівка та Бабка.